# Orthonops iviei
Orthonops iviei är en spindelart som beskrevs av Norman I. Platnick 1995. Orthonops iviei ingår i släktet Orthonops och familjen Caponiidae. Inga underarter finns listade i Catalogue of Life.